# Vereniging van Voetballende Vriendenclubs

De Vereniging van Voetballende Vriendenclubs (VVV), vertegenwoordigt amateur-liefhebbersvoetbalclubs van België. Het is een organisatie die in 1969 werd opgericht. Zo'n 60 voetbalclubs zijn aangesloten uit zowel Veldvoetbal als Zaalvoetbal. De VVV-VLB maakt deel uit van de Interfederale Conventie. Deze bestaat uit drie federaties: KAVVV, KVV en VVV-VLB.
De VVV-VLB organiseert de volgende competities:
- Ere-Afdeling
- 1ste Afdeling
- 2de Afdeling
- 3de Afdeling
- 4de Afdeling
- Zaalvoetbal

Er zijn ook nog de volgende bekers:
- Beker Ere-Voorzitter
- Supercup VVV-VLB
- Dorssemontreeks
- Doelschutterstrofee
- Fair-Play Beker

## Voorzitters
Volgende personen waren voorzitter van de VVV-VLB:
- ???? - Heden: Nackers René